# Centro de Aprendizaje Rolex

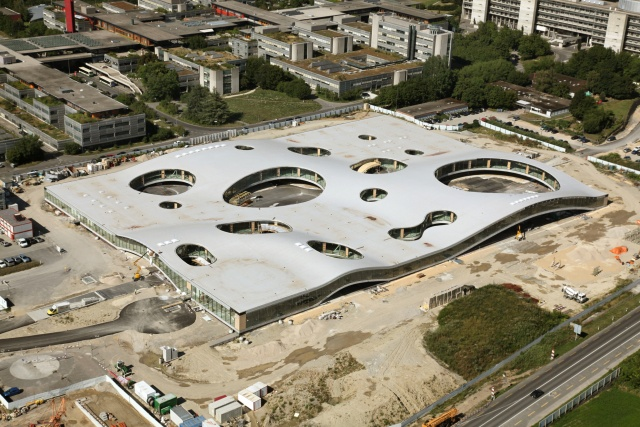
Vista aérea del Centro de Aprendizaje Rolex, durante la construcción.

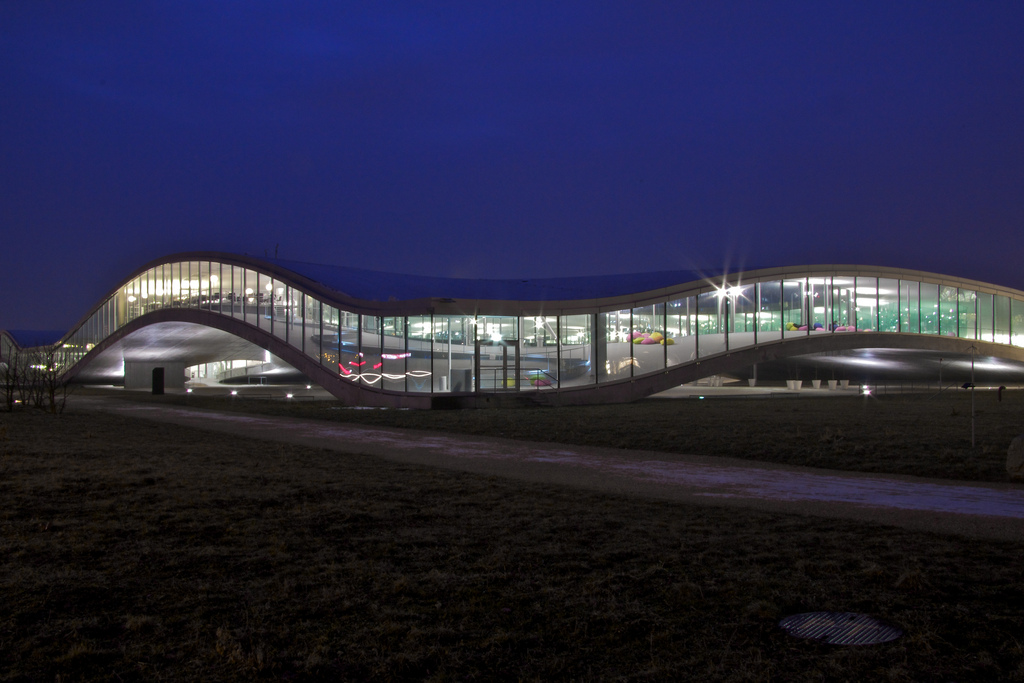
Vista exterior nocturna.

El Centro de Aprendizaje Rolex (original en inglés Rolex Learning Center) es un edificio en el campus de la Escuela Politécnica Federal de Lausana en Écublens, Suiza. Es obra del estudio japonés de arquitectura SANAA, ganador del concurso de proyectos realizado en 2004 y fue abierto al público el 22 de febrero de 2010 e inaugurado oficialmente el 27 de mayo de ese año.
El edificio, con una planta de 120x160 metros, tiene por piso una losa de hormigón armado formada por dos cáscaras convexas e irregulares perforadas para abrir varios patios de formas ameboides.
El techo del edificio acompaña el relieve del piso, y la envolvente es una carpintería mixta armada en madera y acero, formando el único nivel. El edificio ocupa una superficie de 20200 m² en un terreno de 37000 m², con un subsuelo de cocheras.
El Centro de Aprendizaje Rolex es un lugar de aprendizaje, de información y de vida. Ahí se encuentran la biblioteca de la escuela, una librería, una tienda, un restaurante de alta gama, las oficinas de la Asociación General de Estudiantes (AGEPoly) y de la Asociación de Graduados de la EPFL (A3-EPFL), una cafetería, y varios espacios de descanso y de oficinas administrativas.
La financiación (110 millones de francos suizos) fue mixta entre el sector privado y la Confederación Suiza. La mitad fue asegurada por el patrocinio de varias empresas suizas, como Rolex, Credit Suisse Group, Novartis, Logitech, Nestlé, Losinger y SICPA.